# J-D05
J-D05（ジェイ ディー ゼロゴー）は、三菱電機が開発した、J-フォンによる第二世代携帯電話端末製品。

## 概要
フリップ型として、そして三菱電機として初のカメラ付き端末で、写メールに対応。カメラの素子には三菱が開発した人工網膜チップが使われている。エッジ検出機能で撮影画像の顔のパーツを検出して、表情が自動的に変化するアニメーション「デジタル福笑い」が表示できる。またJ-フォン端末初のATOK対応。内蔵Javaアプリには「珍さんのおうち自慢!」が登録されている。

## 歴史
- 2001年8月25日: 発売